# 西東京市立田無第四中学校
西東京市立田無第四中学校（にしとうきょうしりつ たなしだいよんちゅうがっこう）は、東京都西東京市向台町二丁目にある公立中学校。通称は四中（よんちゅう）。

## 沿革
- 1977年（昭和52年）
  - 4月1日 - 田無市立田無第四中学校として開校[3]。
  - 4月6日 - 開校式を挙行[3]。
  - 5月25日 - 校舎を落成[4]。
  - 6月6日 - 同日を開校記念日とする[3]。
- 1978年（昭和53年）
  - 3月13日 - 体育館およびプールを落成[4]。
  - 3月17日 - 校歌・校章・校旗を制定[3][5]。
  - 5月27日 - 校舎・体育館・プールの落成式を開催[3]。
- 2001年（平成13年）1月21日 - 西東京市の発足により、校名を現在の「西東京市立田無第四中学校」に改称[3]。
- 2005年（平成17年）8月31日 - 校舎の耐震工事を実施[3]。
- 2006年（平成18年）9月1日 - 体育館の耐震工事を実施[3]。
- 2011年（平成23年）5月20日 - 給食を開始[4]。
- 2014年（平成26年）6月20日 - プールを改修[4]。
- 2021年（令和3年）4月1日 - 特別支援教室を開設[3]。

## 通学区域
- 田無町二丁目、南町一丁目から五丁目、向台町一丁目から四丁目、新町三丁目、四丁目[6]。
  - 西東京市立柳沢小学校の通学区域の一部[6]。　
  - 西東京市立向台小学校の通学区域の一部[6]。
  - 西東京市立田無小学校の通学区域の一部[6]。

## 部活動
- 男子バスケットボール部
- 女子バスケットボール部
- 硬式テニス部
- バドミントン部
- バレーボール部
- サッカー部
- 野球部
- 陸上競技部
- 卓球部
- ソフトボール部
- 吹奏楽部
- 美術部
- ボランティア部
- 家庭科部
- 囲碁将棋部

## アクセス
- 西武新宿線　田無駅南口下車徒歩12分
- 西武バス「向台町一丁目」下車 西へ徒歩4分[7]

## 著名な出身者
- 井口資仁 - 元プロ野球選手、元千葉ロッテマリーンズ監督[8]
- 水谷秀樹 - キックボクサー
- 紺野麻里 - バスケットボール選手[9]
- 大森元貴 - シンガ―ソングライター（Mrs. GREEN APPLEのボーカル）
- 若井滉斗 - シンガ―ソングライター（Mrs. GREEN APPLEのギター）
- 古賀俊太郎 - サッカー選手